# باول كاربنتر
باول كاربنتر (بالإنجليزية: Paul Carpenter)‏ هو لاعب كرة قاعدة أمريكي، ولد في 12 أغسطس 1894 في غرانفيل في الولايات المتحدة، وتوفي في 14 مارس 1968 في نيوارك في الولايات المتحدة.

## وصلات خارجية
- باول كاربنتر على موقعبيزبول رفرنس.كوم (الدوري الرئيسي) (الإنجليزية)
- باول كاربنتر على موقعبيزبول رفرنس.كوم (الدوري الثانوي) (الإنجليزية)